# Sierra Mazateca
La Sierra Mazateca è una zona montuosa, parte della Sierra Madre de Oaxaca, che si trova nella parte settentrionale di Oaxaca, nel sud del Messico. Prende il nome dal popolo dei Mazatechi, originari di quella zona.
Le maggiori città presenti nell'area sono  Huautla de Jimenez, Eloxochitlán de Flores Magón e Jalapa de Díaz. Nel 1954 la parte orientale di questa area è stata sommersa dall'acqua a seguito della costruzione di una diga, con la creazione del lago Miguel Alemán.